# هنري دورانت
هنري دورانت هو أستاذ جامعي وعالم عقيدة وسياسي أمريكي، ولد في 18 يونيو 1802 في أكتون في الولايات المتحدة، وتوفي في 22 يناير 1875 في أوكلاند في الولايات المتحدة.